# Akulliit Partiiat
L'Akulliit Partiiat (en groenlandais « Parti du centre ») est un parti politique groenlandais, actif au cours des années 1990. Issu du parti libéral Atassut, il est présidé par Bjarne Kreutzmann (de). Il obtient deux sièges aux élections législatives de 1991 et disparaît après la perte de ceux-ci en 1999.

## Histoire
L'Akulliit Partiiat est fondé en janvier 1991 par Bjarne Kreutzmann (de), dissident du parti libéral Atassut. Le parti se présente aux élections législatives de la même année et obtient près de 9,5 % des voix, avec 2 300 suffrages, et deux sièges à l'Inatsisartut. Aux élections de 1995, le parti perd un tiers de son électorat mais maintient ses deux sièges.
Aux élections législatives de 1999, Bjarne Kreutzmann n'obtient que 99 voix. L'Akulliit Partiiat disparaît par la suite et Kreutzmann rejoint le parti social-démocrate Siumut.

## Orientation politique
Le parti se concentre principalement sur l'expansion et l'amélioration de l'économie du Groenland. Il déclare souhaiter rassembler ceux qui n'étaient pas satisfaits de la politique menée par Atassut,.

## Résultats aux élections

### Élections au Parlement du Groenland
| Année | Voix  | %     | Sièges | Rang | Gouvernement |
| ----- | ----- | ----- | ------ | ---- | ------------ |
| 1991  | 2 374 | 9.5 % | 2 / 27 | 4e   | Opposition   |
| 1995  | 1 560 | 6.1 % | 2 / 31 | 4e   | Opposition   |

### Élections au Parlement du Danemark
| Année | Voix  | %     | Sièges | Rang |
| ----- | ----- | ----- | ------ | ---- |
| 1994  | 1 605 | 7.4 % | 0 / 2  | 3    |
| 1998  | 00 99 | 0,4 % | 0 / 2  | 5    |